# Mario Filippeschi
Mario Filippeschi (Montefoscoli, 7 de juny de 1907 - Florència, 25 de desembre de 1979) va ser un tenor italià principalment del repertori italià i famós pel seu registre de so superior.
Filippeschi va estudiar clarinet durant dos anys, quan era un adolescent, abans d'incorporar-se al servei militar. Després va començar a estudiar cant amb el mestre napolità Vicidomini i amb el mestre Cataldi-Tassoni, més endavant a Milà, i més tard amb Pessina, a Florència. Va fer el seu debut professional a Colorno, prop de Parma, com Edgardo a Lucia di Lammermoor, el 1937.
Ràpidament va començar a cantar per tot Itàlia, França, Espanya i Portugal, així com Amèrica Llatina. La primera vegada que es va concentrar en papers lírics, com el Duc a Rigoletto, Alfredo en La traviata, Rodolfo a La Bohème, Pinkerton en Madama Butterfly, etc., i va ser un dels pocs tenors de la seva generació que va fer front amb èxit un paper tan alta dificultat com Arnold a Guglielmo Tell i Arturo a I Puritani.
Després de la guerra, va començar a afegir funcions més dramàtiques en el seu repertori. El 1950, es va presentar amb gran èxit a Mèxic, com a Radamés a Aida, i com a Cavaradossi a Tosca, davant de la jove Maria Callas. Altres papers notables inclouen, Manrico a Il trovatore, Arrigo a I vespri siciliani, Álvaro de La forza del destino o Calaf a Turandot.
Filippeschi va realitzar diversos enregistraments, en particular, Pollione a Norma, al costat de Maria Callas, i Carlo a Don Carlo, al costat de Tito Gobbi i Boris Christoff. També va aparèixer en les versions cinematogràfiques de Lucia di Lammermoor i Rigoletto, el 1946.